# Żółtki-Kolonia
Żółtki-Kolonia – kolonia w Polsce położona w województwie podlaskim, w powiecie białostockim, w gminie Choroszcz.
Kolonia wchodzi w skład sołectwa Żółtki
W latach 1975–1998 miejscowość administracyjnie należała do województwa białostockiego.

## Transport
200 metrów od tej miejscowości przechodzą drogi:
- droga międzynarodowa E67: Helsinki – Kowno – Warszawa – Praga,
- droga ekspresowa S8: Kudowa-Zdrój - Wrocław - Warszawa - Białystok - Suwałki - Budzisko,